# Максимовский, Виктор Афанасьевич
Виктор Афанасьевич Максимовский — советский государственный и хозяйственный деятель.

## Биография
Родился 16 января 1937 года в Орше. Член КПСС.
С 1959 года — на хозяйственной работе.
В 1959—1997 гг.:
- ведущий технолог в отделе клепально-сборочных работ,
- начальник сборочного цеха,
- директор Иркутского авиационного завода,
- начальник Первого Главного управления Министерства авиационной промышленности СССР[1],
- заместитель Министра авиационной промышленности СССР,
- председатель Совета директоров, генеральный директор АОЗТ «Авиационная компания „Добролёт“».

Лауреат двух Государственной премий СССР.
Умер 20 апреля 2015 года.